# 高木京介
高木 京介（たかぎ きょうすけ、1989年9月5日 - ）は、石川県能美市出身の元プロ野球選手（投手、左投左打）。

## 経歴

### プロ入り前
小学校3年で野球を始めてから、厳格な父の下で野球漬けの生活を送っていた。
星稜高校在学中には、先輩の松井秀喜の愛称にちなんで「ゴジラ2世」と呼ばれた。1年時の秋からエース兼4番打者に定着するが、2年時には、夏の選手権石川大会と秋の北信越大会でいずれも準決勝敗退を喫した。3年夏の第89回全国高等学校野球選手権大会で、甲子園球場のマウンドを初めて経験。長崎日大高校との初戦では、主軸打者として4打数4安打を記録したが、先発投手としては7回途中で降板。チームも1-3で敗退した。
高校卒業後に國學院大學へ進学すると硬式野球部に入部し、1年時の東都大学野球秋季リーグ戦から投手に専念。2年の春季リーグ戦から3季連続で投手十傑入りを果たすなど、エースとしてチームを牽引した。3年時に左肘痛を発症して秋季リーグ戦を途中で離脱したが、4年の春季リーグ戦で復帰した。在学中には、東都大学1部リーグ戦通算39試合の登板で、9勝21敗、防御率2.21、154奪三振を記録。2部リーグ戦でも、通算で4勝3敗という成績を残した。同期・同学年には甲子園出場経験があったものの、腰痛とヘルニアで硬式野球部を退部して準硬式野球部に転部し、卒業後に野球を断念して競艇選手に転向した安河内将らがいる。
2011年10月27日に行われたドラフト会議では、読売ジャイアンツから4位指名を受け、契約金5000万円、年俸800万円（金額は推定）という条件で入団した。背番号は57。この時のドラフト会議では、高校時代のチームメイトで、卒業後に明治大学へ進学していた島内宏明も、東北楽天ゴールデンイーグルスからの6位指名を受けて入団した。

### 巨人時代

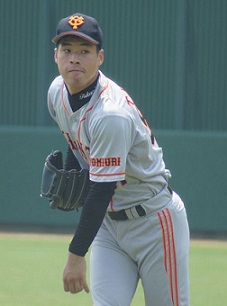
2012年

2012年は、オープン戦での好調を買われて開幕一軍入りを果たすと、3月31日に行われた東京ヤクルトスワローズとの開幕第2戦（東京ドーム）9回表に一軍公式戦デビュー。その後、左肩痛の発症によって4月10日に登録を抹消されたが、6月16日に再び登録されると、7月7日の阪神タイガース戦（東京ドーム）で一軍初勝利を挙げた。以降も、中継ぎの一角として一軍に定着。7月4日の横浜DeNAベイスターズ戦（横浜スタジアム）から登板試合で無失点を続けると、9月18日の中日ドラゴンズ戦（ナゴヤドーム）で、23登板試合連続無失点のセ・リーグ新人投手記録を達成した。一軍公式戦全体では、34試合へ登板するとともに、29登板試合戦連続無失点のセ・リーグ左腕投手記録を樹立。レギュラーシーズンの通算防御率は0.57で、この年一軍公式戦30イニング以上投げた救援投手としては、パシフィック・リーグを含めてもトップであった。チームのリーグ優勝で迎えたポストシーズンでは、クライマックスシリーズ・日本シリーズとも救援での登板を経験。11月3日には、北海道日本ハムファイターズとの日本シリーズ第6戦（東京ドーム）で1点リードの7回表二死満塁から登板すると、糸井嘉男を2球で右飛に仕留めて交代した。さらに、チームが交代後に勝ち越してシリーズ制覇を決めたことから、高木が勝利投手になった。日本シリーズに登板した投手が2球で勝利投手になったのは、2001年第2戦の岡本晃（大阪近鉄バファローズ）以来2人目。平成生まれの投手が日本シリーズで勝利投手になった事例は、この試合の高木が初めてであった。シリーズ後の契約交渉では、推定年俸2000万円（1200万円増）という条件で契約を更改した。また、背番号を28に変更した。
2013年は、レギュラーシーズン開幕前の3月に催されたワールド・ベースボール・クラシックに日本代表の先発要員として巨人の3投手が選ばれたことを背景に、春季キャンプから先発要員として調整していた。オープン戦では先発で通算12回を投げて無失点に抑えたが、公式戦では中継ぎ要員として再スタートを切った。広島東洋カープとの開幕カード（東京ドーム）では、3試合すべてに救援で登板。延長11回表から登板した3月31日の第3戦でブラッド・エルドレッドに本塁打を打たれ、前年から続いていた登板試合での連続無失点記録は31試合で途切れたが、開幕戦（29日）と第3戦では勝利投手になった。セ・リーグの公式戦で、開幕3試合目までに2勝した投手は、1973年の松岡弘（ヤクルト）・平松政次（大洋）以来40年ぶり。一軍公式戦全体では、前年を上回る登板数（46試合）と勝利数（3勝）を記録。しかし、集中打を打たれる試合が多かった影響で、防御率は4.34であった。オフに、300万円増の推定年俸2300万円で契約を更改した。
2014年は、オープン戦期間中の3月中旬にインフルエンザB型へ罹患。入団以来3年連続の開幕一軍入りを果たしたが、後におよそ3か月もの二軍調整を余儀なくされた。二軍調整中の7月11日には、ジャイアンツ球場での練習へ向かう目的で自家用車を運転中に、神奈川県川崎市内の市道で対向車線を走っていたライトバンと正面衝突。双方の運転手とも大事に至らなかったものの、高木は衝突の影響で右腕を軽く打撲した。このようにアクシデントが相次いだ影響で、入団後初めて一軍公式戦を未勝利で終了。一軍公式戦の登板数（26試合）・防御率（4.76）・ホールド数（4ホールド）も、プロ入り後最低の水準にとどまり、シーズン終了後の契約交渉では推定年俸2100万円（200万円減）での契約更改に至った。なお、11月11日に甲子園球場で催された「日本プロ野球80周年記念試合」の6回表に、阪神・巨人連合チームの6番手投手として登板。MLBオールスターチームの5人の打者から三振だけで2つのアウトを取ったものの、デクスター・ファウラーにソロ本塁打を喫して交代した。
2015年は、入団以来4年連続の開幕一軍入りを果たすと、5月14日の対広島戦（東京ドーム）の救援登板で黒星が付かなかったことによって「一軍公式戦戦初登板から117登板試合連続無敗」というNPB記録を達成。その後も主にビハインド時に登板し、記録を139登板試合まで伸ばしながら、1勝1ホールド、防御率2.20という成績でレギュラーシーズンを終えた。また、9月2日の対ヤクルト戦では、プロ入り後初めて地元の石川県立野球場で登板。9回表の1イニングを投げて、無得点で試合を締めくくった。オフに推定年俸2800万円（700万円増）という条件で契約を更改。

### 野球賭博関与による1年間の失格処分
2016年3月8日、前年秋に発覚した野球賭博問題に高木も関与していたことが、週刊誌『週刊文春』の取材を受けての球団の調べで発覚した。同日、巨人軍は熊﨑勝彦コミッショナーに告発すると発表した。
高木は2014年4月下旬から5月上旬にかけて、笠原将生からの誘いで数回にわたって賭博を行っていたが、当初の球団の聞き取り調査では「笠原に名前を貸していただけ」と虚偽の説明を行い、一貫して否定し続けていた。その後、相談した両親から「正直に話した方がいい」と言われ、自供に至った。翌3月9日、高木のみで記者会見を行い、一連の問題の謝罪と事の推移を説明した。
その後、コミッショナー直属の調査委員会によって『高木京介に係る有害行為調査』が行われ、同年3月22日、『有害行為における調査結果報告書』が熊﨑NPBコミッショナー宛に提出され、これを受けて熊﨑コミッショナーが『高木に対して1年間の失格処分、読売巨人軍に対して制裁金500万円の処分』を科す裁定を行った。これを受けて巨人軍は高木との契約を解除した。
無期失格処分を受けた3人の元投手と比較して、野球賭博に関わった期間・程度・回数・関わった後の対応に違いがあるとして無期失格ではなく、有期失格処分となった。
3月、スポーツニッポン新聞社野球部記者によるTwitterアカウント「スポニチ野球記者」が緊急アンケートを開催し、6時間で6000票近くが集まったが、処分の重さについて「妥当」が20%に対して「甘いと思う」が過半数の63％となった。
処分を受けた直後、高木にとって星稜高・巨人の先輩にあたる松井秀喜と二人きりで会う機会を得、松井から今後どのように償い、この問題と向き合っていくかについてアドバイスを受けた。のちに高木が復帰した際（後述）、松井は「戻して良かったと思ってくれる人が少しでも増えるような姿勢を見せてほしい。結果で恩返しをするということではない。姿勢だ」と述べている。
この年は母校である國學院大學のグラウンドを借りて練習し翌年の球界復帰を目指す傍ら、球団と定期的に面談を行った。金輪際、賭けことをしないことを誓うなど反省を認められた。

### 巨人復帰
2017年3月21日に1年間の失格処分が満了となったことを受け、野球協約に基づいた復帰手続きとして翌22日に復帰申請書を球団に提出し、翌23日に球団が意見書を添えてコミッショナーに提出。その後、同27日にコミッショナーから復帰を正当と判断され、育成選手として巨人と再契約した。推定年俸は240万円。背番号は028。野球賭博で失格処分を受けた選手が、初めて現役復帰する事例となった。
再契約当初は三軍に所属。4月26日には、ベースボール・チャレンジ・リーグの武蔵ヒートベアーズとの交流戦（ジャイアンツ球場）に8回裏から登板すると、最速143km/hのストレートで1イニングを無失点に抑えた。高木が巨人の投手として（非公式戦を含む）対外試合へ登板したのは、2015年10月11日に阪神とのクライマックスシリーズ ファイナルステージ第2戦（東京ドーム）に救援で登板して以来1年半ぶりであった。後に三軍戦6試合への登板を経て、5月中旬に二軍へ昇格。5月17日には、イースタン・リーグの対ヤクルト戦（ジャイアンツ球場）6回表に公式戦への復帰登板を果たすと、1イニングを無安打無失点に抑えた。しかし、2017年中に支配下登録には復帰できず、二軍成績は17試合登板、33回2/3で3勝1敗、防御率4.54に終わった。2017年10月31日、自由契約公示され、11月20日、180万円増の推定年俸420万円で再度育成選手契約を結んだ。
2018年2月20日から那覇の一軍キャンプに合流。3月6日、ZOZOマリンスタジアムでの千葉ロッテマリーンズ戦でオープン戦初登板、4試合に登板して防御率1.80を記録。3月23日、失格処分以来2年ぶりに支配下登録されたことが発表された。背番号は2012年の入団時と同じ57。一軍の開幕メンバーに入り、開幕戦となる3月30日の対阪神戦（東京ドーム）、4点ビハインドの8回から救援で登板し、1回を無失点で抑え、復帰登板を果たした。失格処分前の2015年クライマックスシリーズでの登板以来、901日ぶりの一軍登板となった。しかし、4月7日の対ヤクルト戦（明治神宮野球場）では救援で2回6失点と炎上し、翌4月8日、出場選手登録を抹消された。そのまま一軍に再登録されることなくシーズンを終え、3試合登板で、0勝0敗、防御率12.60となった。11月19日、80万円増の推定年俸500万円で契約を更改した。
2019年5月2日、東京ドームでの中日ドラゴンズ戦で、1307日ぶりの勝利投手となった。6月4日、楽天生命パーク宮城での東北楽天ゴールデンイーグルス戦に8回裏から登板すると、浅村栄斗に勝ち越しのソロ本塁打を打たれ、登板試合での連続無敗記録が途切れかけたが、直後の9回表にクリスチャン・ビヤヌエバが逆転の2点本塁打を打ち、初黒星を免れた。しかし同月14日の札幌ドームでの北海道日本ハムファイターズ戦において王柏融に勝ち越しの2点本塁打を打たれプロ7年目、通算165試合目にして初黒星を喫した。終盤戦は体力面から打ち込まれる場面が見られたものの、自己最多の55試合に登板し、3勝1敗10ホールド、防御率3.83という成績でブルペンを支えた。11月28日、2500万円増の推定年俸3000万円で契約を更改した。
2020年、開幕一軍入りを果たしたものの、8月3日に出場選手登録を抹消。翌日、原監督が、股関節痛による抹消であることを明かした。以降はリハビリ調整を続け、9月23日の三軍戦で実戦復帰したものの、シーズン中の一軍復帰は果たせず、シーズン成績は17試合登板、0勝1敗4ホールド、防御率3.65となった。故障の影響により、11月11日に球団から育成契約移行を前提として自由契約とされることが発表された。12月9日に500万円減の推定年俸2500万円で育成契約を結んだ。背番号は057に変更された。
2021年、キャンプは三軍スタートとなったが、2月18日に一軍キャンプに合流。3月5日、再び支配下登録になることが発表され、即日公示された。背番号は前年と同じ57に変更された。クライマックスシリーズファイナルステージでは先発未経験ながら第4戦の予告先発投手となったが、第3戦でチームの敗退が決まったため幻となった。
2022年は17試合の登板に終わり、オフの10月23日に自由契約となった。12月14日、育成契約を結んだことが発表され、背番号は057に変更となった。支配下として入団した選手が3度目の育成落ちとなるのはNPBでは初の事例であった。
2023年は、7月27日までにイースタン・リーグで23試合に登板し、防御率2.59を記録して、同28日に支配下登録された。背番号は前年と同じ57。9月6日に一軍へ昇格すると、同13日の阪神戦（甲子園）で救援登板し、2回1安打無失点と好投した。しかし、一軍での登板はこの1試合のみに終わり、10月13日に球団から戦力外通告を受け、11月27日までに現役引退を決断した。

### 現役引退後
引退後は、読売ジャイアンツの打撃投手となった。

## 選手としての特徴・人物

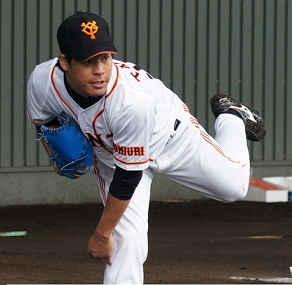
2013年

スリークォーターから平均球速約142km/h、最速149km/hの速球に加え、スライダー・カーブ・フォークボールといった変化球とのコンビネーションと、通算与四球率3.2の制球力が武器である。
2019年6月14日の北海道日本ハムファイターズ戦でプロ初黒星を喫し、初登板からの連続登板機会無敗記録が164試合で途切れたが、当時はプロ野球記録であった。しかし、同年8月29日に元同僚の日本ハム・公文克彦に抜かされ、その後、公文は記録を182試合まで伸ばした。
ジミー大西に似ていることからチーム内での愛称は「ジミー」。
2014年度シーズンのオフに、高校時代の同級生との入籍を発表した。

## 詳細情報

### 年度別投手成績
| 年 度      | 球 団      | 登 板 | 先 発 | 完 投 | 完 封 | 無 四 球 | 勝 利 | 敗 戦 | セ 丨 ブ | ホ 丨 ル ド | 勝 率 | 打 者 | 投 球 回 | 被 安 打 | 被 本 塁 打 | 与 四 球 | 敬 遠 | 与 死 球 | 奪 三 振 | 暴 投 | ボ 丨 ク | 失 点 | 自 責 点 | 防 御 率 | W H I P |
| ---------- | ---------- | ----- | ----- | ----- | ----- | -------- | ----- | ----- | -------- | ----------- | ----- | ----- | -------- | -------- | ----------- | -------- | ----- | -------- | -------- | ----- | -------- | ----- | -------- | -------- | ------- |
| 2012       | 巨人       | 34    | 0     | 0     | 0     | 0        | 2     | 0     | 1        | 10          | 1.000 | 121   | 31.1     | 16       | 0           | 10       | 0     | 1        | 28       | 1     | 0        | 2     | 2        | 0.57     | 0.83    |
| 2013       | 巨人       | 46    | 0     | 0     | 0     | 0        | 3     | 0     | 0        | 6           | 1.000 | 209   | 47.2     | 37       | 8           | 27       | 0     | 3        | 40       | 1     | 0        | 27    | 23       | 4.34     | 1.34    |
| 2014       | 巨人       | 26    | 0     | 0     | 0     | 0        | 0     | 0     | 0        | 4           | ----  | 116   | 28.1     | 24       | 4           | 9        | 1     | 1        | 26       | 0     | 0        | 15    | 15       | 4.76     | 1.16    |
| 2015       | 巨人       | 33    | 0     | 0     | 0     | 0        | 1     | 0     | 0        | 1           | 1.000 | 167   | 41.0     | 31       | 4           | 13       | 0     | 0        | 43       | 1     | 0        | 10    | 10       | 2.20     | 1.07    |
| 2018       | 巨人       | 3     | 0     | 0     | 0     | 0        | 0     | 0     | 0        | 0           | ----  | 28    | 5.0      | 8        | 0           | 4        | 0     | 0        | 1        | 0     | 0        | 7     | 7        | 12.60    | 2.40    |
| 2019       | 巨人       | 55    | 0     | 0     | 0     | 0        | 3     | 1     | 0        | 10          | .750  | 220   | 54.0     | 51       | 11          | 13       | 2     | 0        | 48       | 1     | 0        | 23    | 23       | 3.83     | 1.19    |
| 2020       | 巨人       | 17    | 0     | 0     | 0     | 0        | 0     | 1     | 1        | 4           | .000  | 49    | 12.1     | 11       | 1           | 2        | 0     | 0        | 12       | 2     | 0        | 5     | 5        | 3.65     | 1.05    |
| 2021       | 巨人       | 15    | 0     | 0     | 0     | 0        | 1     | 0     | 0        | 1           | 1.000 | 81    | 18.1     | 22       | 1           | 7        | 0     | 0        | 15       | 0     | 0        | 9     | 9        | 4.42     | 1.58    |
| 2022       | 巨人       | 17    | 0     | 0     | 0     | 0        | 0     | 1     | 0        | 2           | .000  | 86    | 19.1     | 19       | 1           | 8        | 0     | 0        | 13       | 1     | 0        | 9     | 6        | 2.79     | 1.40    |
| 2023       | 巨人       | 1     | 0     | 0     | 0     | 0        | 0     | 0     | 0        | 0           | ----  | 8     | 2.0      | 1        | 0           | 0        | 0     | 1        | 1        | 0     | 0        | 0     | 0        | 0.00     | 0.50    |
| 通算：10年 | 通算：10年 | 247   | 0     | 0     | 0     | 0        | 10    | 3     | 2        | 38          | .769  | 1085  | 259.1    | 220      | 30          | 93       | 3     | 6        | 227      | 7     | 0        | 107   | 100      | 3.47     | 1.21    |

### 年度別守備成績
| 年 度 | 球 団 | 投手  | 投手  | 投手  | 投手  | 投手  | 投手     |
| 年 度 | 球 団 | 試 合 | 刺 殺 | 補 殺 | 失 策 | 併 殺 | 守 備 率 |
| ----- | ----- | ----- | ----- | ----- | ----- | ----- | -------- |
| 2012  | 巨人  | 34    | 1     | 3     | 0     | 0     | 1.000    |
| 2013  | 巨人  | 46    | 0     | 7     | 0     | 0     | 1.000    |
| 2014  | 巨人  | 26    | 1     | 8     | 0     | 0     | 1.000    |
| 2015  | 巨人  | 33    | 2     | 6     | 0     | 0     | 1.000    |
| 2018  | 巨人  | 3     | 0     | 2     | 0     | 0     | 1.000    |
| 2019  | 巨人  | 55    | 1     | 3     | 0     | 0     | 1.000    |
| 2020  | 巨人  | 17    | 0     | 2     | 0     | 0     | 1.000    |
| 2021  | 巨人  | 15    | 1     | 2     | 0     | 0     | 1.000    |
| 2022  | 巨人  | 17    | 1     | 5     | 0     | 0     | 1.000    |
| 2023  | 巨人  | 1     | 1     | 2     | 0     | 0     | 1.000    |
| 通算  | 通算  | 247   | 8     | 40    | 0     | 0     | 1.000    |

### 記録
初記録
- 初登板：2012年3月31日、対東京ヤクルトスワローズ2回戦（東京ドーム）、9回表に5番手で救援登板・完了、1回無失点
- 初奪三振：同上、9回表にラスティングス・ミレッジから空振り三振
- 初ホールド：2012年6月23日、対東京ヤクルトスワローズ10回戦（東京ドーム）、5回表二死に3番手で救援登板、1/3回無失点
- 初勝利：2012年7月7日、対阪神タイガース11回戦（東京ドーム）、5回表に2番手で救援登板、1回無失点
- 初セーブ：2012年9月11日、対広島東洋カープ19回戦（東京ドーム）、9回表二死に3番手で救援登板・完了、1/3回無失点

その他の記録
- 初登板から164試合連続無敗：2012年3月31日 - 2019年6月12日 ※セ・リーグ史上最長記録

### 背番号
- 57（2012年、2018年3月23日 - 2020年、2021年3月5日 - 2022年、2023年7月28日 - 同年終了）
- 28（2013年 - 2016年）
- 028（2017年 - 2018年3月22日）
- 057（2021年 - 同年3月4日、2023年 - 同年7月27日）
- 201（2024年 - ）

### 登場曲
- 「この歌を・・・・・・・・♪」K×ET-KING（2012年 - 2014年）
- 「雨のち晴レルヤ」ゆず（2015年）
- 「Hero」安室奈美恵（2018年 - 2023年）